# 新城市立新城小学校
新城市立新城小学校（しんしろしりつ しんしろしょうがっこう）は、愛知県新城市にある公立小学校。

## 概要
- 校区は奥井道、内井道南、内井道北、井道、二本松、沖野、東沖野、桜淵、中野、鰹淵、石名号、笠岩、向野、札木、屋敷、滝ノ上、西新町、下川、久保、裏野、町並、東入船、西入船、宮ノ前、宮ノ西、橋向、北畑、南畑、八幡、東末旨、的場、宮ノ後、鹿原、城北1丁目、城北2丁目の一部、城北3丁目の一部、片山の一部、石田の一部、平井の一部であり、公立中学校に進む場合は新城市立新城中学校に進学する[1]。
- 校地は新城城址の一部である。
- 校内には1915年建築の木造校舎（東校舎）が移築・復元されており、しろあと資料館となっている。また1935年完成の楼門が現存する。

## 沿革
新城小学校は、新城学校と新街学校を統合し尋常小学新城学校となった1887年を開校年とし、2017年に開校130周年を迎えている。ここではそれ以前についても記述する。
- 1872年（明治5年） - 郷学校として新城郷学校が開校。永住寺[注釈 1]を仮校舎とする。
- 1873年（明治6年） - 第九中学区第一番小学新城学校に改称する。
- 1887年（明治20年） - 新城学校と新街学校を統合し、尋常小学新城学校となる。
- 1889年（明治22年）10月1日 - 新城村の一部と石田村の一部が合併し、南設楽郡新城町が発足する。
- 1892年（明治25年） - 新城尋常小学校に改称する。
- 1898年（明治31年） - 現在の新城市役所の場所に校舎を新築し、移転する。
- 1914年（大正3年） - 現在地に校舎（第一校舎。後の北校舎）を新築し、移転する。
- 1915年（大正4年） - 玄関棟（後の東校舎）が完成する。
- 1918年（大正7年） - 第二校舎（後の南校舎）が完成する。
- 1923年（大正12年） - 第三校舎が完成する。
- 1935年（昭和10年） - 第四校舎、楼門、講堂（雨天体操場）が完成する。
- 1941年（昭和16年）4月1日 - 南設楽郡新城国民学校に改称する。
- 1947年（昭和22年）4月1日 - 新城町立新城小学校に改称する。新城町立新城中学校を併設し、新城小中学校とも称した。
- 1948年（昭和23年）4月 - 新城中学校が分離し、単独校となる。新城中学校は新城小学校校舎の一部を使用する。
- 1950年（昭和25年） - 新城中学校が新城高等女学校跡地に移転する。
- 1956年（昭和31年） - 校舎を増築する。
- 1958年（昭和33年） - プールが完成する。
- 1958年（昭和33年）11月1日 - 新城町が市制施行し、新城市が発足する。同時に新城市立新城小学校に改称する。
- 1973年（昭和48年） - 新校舎（鉄筋コンクリート造3階建。現・北校舎。）が完成する。
- 1981年（昭和56年） - 校舎（現・南校舎）が完成する。木造の東校舎を移築する。
- 1999年（平成11年） - 新プールが完成する。
- 2011年（平成21年） - 体育館が完成する。
- 2013年（平成25年） - 講堂を取り壊す。

## 交通アクセス
- JR東海飯田線新城駅下車、徒歩約10分。
- 豊鉄バス田口新城線「新城市役所」バス停より徒歩約3分。
- 新城市Sバス吉川市川線、作手線、やな線、西部線、北部線「新城市役所」バス停より徒歩約3分。
- 高速バス山の湊号「新城市役所」バス停より徒歩約3分。

## 周辺施設
- 愛知県立新城有教館高等学校
- 新城市立新城中学校
- 新城市立千郷中学校
- 新城市立千郷小学校
- 新城市役所
- 新城市民病院
- 新城地域文化広場
  - 新城文化会館
  - ふるさと情報館（新城図書館・資料室）
- ハローワーク新城
- 名古屋法務局新城支局
- 新城税務署
- 蒲郡信用金庫新城支店
- あいち銀行新城支店
- 新城郵便局
- 新城橋向郵便局
- ピアゴ新城店
- 八楽製パン杉山工場
- 飯田線新城駅